# 圣皮埃尔德巴约勒
圣皮埃尔德巴约勒（法語：Saint-Pierre-de-Bailleul，法語發音：[sɛ̃ pjɛʁ də bajœl]）是法国厄尔省的一个市镇，属于莱桑德利区。

## 地理
圣皮埃尔德巴约勒（49°7'22"N, 1°23'22"E）面积6.34 平方千米，位于法国诺曼底大区厄尔省，该省份为法国北部内陆省份，北起滨海塞纳省，西接奧恩省和卡爾瓦多斯省，南至厄尔-卢瓦省，东临瓦兹省、瓦兹河谷省和伊夫林省。
圣皮埃尔德巴约勒的时区为UTC+01:00、UTC+02:00（夏令时）。

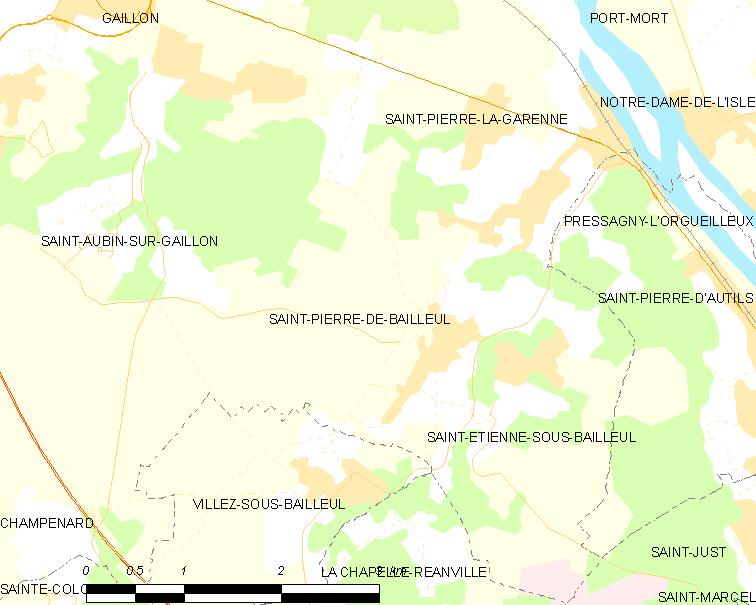
圣皮埃尔德巴约勒的OSM定位图

## 行政
圣皮埃尔德巴约勒的邮政编码为27920，INSEE市镇编码为27589。

## 政治
圣皮埃尔德巴约勒所属的省级选区为加永县。

## 人口

1962-2008年间圣皮埃尔德巴约勒人口变化图示

圣皮埃尔德巴约勒于2022年1月1日时的人口数量为975人。